# Gunnarsbosjön, Hälsingland
Gunnarsbosjön är en sjö i Ljusdals kommun i Hälsingland och ingår i Delångersåns huvudavrinningsområde. Sjön har en area på 1,92 kvadratkilometer och ligger 148 meter över havet. Sjön avvattnas av vattendraget Lumpån.

## Delavrinningsområde
Gunnarsbosjön ingår i det delavrinningsområde (686067-152523) som SMHI kallar för Utloppet av Gunnarsbosjön. Medelhöjden är 214 meter över havet och ytan är 18,22 kvadratkilometer. Räknas de 2 avrinningsområdena uppströms in blir den ackumulerade arean 50,55 kvadratkilometer. Lumpån som avvattnar avrinningsområdet har biflödesordning 2, vilket innebär att vattnet flödar genom totalt 2 vattendrag innan det når havet efter 70 kilometer. Avrinningsområdet består mestadels av skog (70 procent). Avrinningsområdet har 1,89 kvadratkilometer vattenytor vilket ger det en sjöprocent på 10,4 procent.